# Ryu Ridge
Ryu Ridge ist ein Gebirgskamm auf der Alexander-I.-Insel westlich der Antarktischen Halbinsel. In den Finlandia Foothills erstreckt er sich südöstlich des Dragon Peak zwischen dem Tatsu-Gletscher und dem Smaug-Gletscher.
Das UK Antarctic Place-Names Committee benannte ihn 2018. Namensgeber ist das japanische 竜 (Ryu, auch Tatsu) für Drache.